# Kroatische voetbalbeker 2010/11
De strijd om de Kroatische voetbalbeker 2010/11 (Kroatisch: Hrvatski Nogometni Kup 2010/11) was de 20ste editie van deze voetbalbekercompetitie in Kroatië. Het toernooi begon op 25 augustus 2010 met de voorronde en eindigde met de finales op 11 en 25 mei 2011. Aan het toernooi deden in totaal 48 clubteams mee.

## Kalender
| Ronde        | Data                   | Aantal wedstrijden | Clubs   | Nieuwe clubs |
| ------------ | ---------------------- | ------------------ | ------- | ------------ |
| Voorronde    | 25 augustus 2010       | 16                 | 48 → 32 | geen         |
| Eerste ronde | 22 september 2010      | 16                 | 32 → 16 | 16           |
| Tweede ronde | 27 oktober 2010        | 8                  | 16 → 8  | geen         |
| Kwartfinale  | 10 en 24 november 2010 | 8                  | 8 → 4   | geen         |
| Halve finale | 6 en 20 april 2011     | 4                  | 4 → 2   | geen         |
| Finale       | 11 en 25 mei 2011      | 2                  | 2 → 1   | geen         |

## Voorronde
| #   | Thuis              | Uitslag             | Bezoekers           |
| --- | ------------------ | ------------------- | ------------------- |
| 1   | Zagora Unešić      | 3–0                 | Jedinstvo Omladinac |
| 2   | Opatija            | 2–1                 | Velebit             |
| 3   | Zmaj Blato         | 1–1 (1–2 p)         | Karlovac            |
| 4   | Pazinka            | 1–2                 | Zadrugar            |
| 5   | Vrbovec            | 4–2 (na extra tijd) | Mladost Cernik      |
| 6   | Mladost Petrinja   | 1–2                 | BSK Bijelo Brdo     |
| 7   | Međimurje          | 2–0                 | Hrvace              |
| 8   | Moslavina          | 3–0                 | Gaj Mače            |
| 9   | Nosteria           | 3–2                 | Novalja             |
| 10  | Graničar           | 2–1                 | Olimpija Osijek     |
| 11* | MV Croatia         | 2–0                 | Sloboda Slakovec    |
| 12  | Bjelovar           | 4–4 (3–4 p)         | Suhopolje           |
| 13  | Podravac           | 0–1                 | Rudar 47            |
| 14  | Vinogradar         | 1–2 (n.v.)          | Lokomotiva          |
| 15  | Slavija Pleternica | 7–0                 | Bilogorac           |
| 16  | Rudeš              | 4–1                 | Borac Imbriovec     |

* Wedstrijd gespeeld op 1 september

## Eerste ronde
| #   | Thuis              | Uitslag    | Bezoekers            |
| --- | ------------------ | ---------- | -------------------- |
| 1   | Zadrugar           | 0–6        | Dinamo Zagreb        |
| 2*  | Rudar 47           | 2–10       | Hajduk Split         |
| 3   | Nosteria           | 2–4        | Rijeka               |
| 4   | BSK Bijelo Brdo    | 0–2        | NK Varaždin          |
| 5   | Opatija            | 0–1        | Slaven Belupo        |
| 6   | Vrbovec            | 0–2        | NK Zagreb            |
| 7   | Slavija Pleternica | 3–4 (n.v.) | Šibenik              |
| 8   | Rudeš              | 0–3        | Cibalia              |
| 9   | Lokomotiva         | 1–2        | Inter Zaprešić       |
| 10* | MV Croatia         | 1–2        | Osijek               |
| 11  | Graničar           | 0–2        | Pomorac              |
| 12  | Suhopolje          | 3–1        | Segesta              |
| 13  | Zagora Unešić      | 2–4 (n.v.) | HAŠK                 |
| 14  | Međimurje          | 3–1        | Konavljanin          |
| 15  | Istra 1961         | 3–1        | Hrvatski Dragovoljac |
| 16* | Karlovac           | 5–0        | Moslavina            |

* Wedstrijd gespeeld op 21 september

## Tweede ronde
| #  | Thuis               | Uitslag    | Bezoekers     |
| -- | ------------------- | ---------- | ------------- |
| 1  | Karlovac            | 0–2        | Dinamo Zagreb |
| 2  | Hajduk Split        | 0–1 (n.v.) | Istra 1961    |
| 3* | Rijeka              | 3–1        | Međimurje     |
| 4* | NK Varteks Varaždin | 1–0        | HAŠK          |
| 5  | Slaven Belupo       | 2–0        | Suhopolje     |
| 6* | Pomorac             | 0–1        | NK Zagreb     |
| 7  | Osijek              | 2–1        | Šibenik       |
| 8  | Inter Zaprešić      | 0–3        | Cibalia       |

* Wedstrijd gespeeld op 26 oktober 2010.

## Kwartfinale
| Team 1              | Tot. | Team 2        | 1e wedstr. | 2e wedstr. |
| ------------------- | ---- | ------------- | ---------- | ---------- |
| NK Varteks Varaždin | 6–3  | Rijeka        | 2–1        | 4–2        |
| NK Zagreb           | 2–6  | Slaven Belupo | 1–1        | 1–5        |
| Istra 1961          | 2–5  | Cibalia       | 2–3        | 0–2        |
| Dinamo Zagreb       | 5-1  | Osijek        | 2–0        | 3-1        |

## Halve finale
| Team 1        | Tot. | Team 2              | 1e wedstr. | 2e wedstr. |
| ------------- | ---- | ------------------- | ---------- | ---------- |
| Cibalia       | 1-3  | NK Varteks Varaždin | 1-0        | 0-3        |
| Dinamo Zagreb | 5-1  | Slaven Belupo       | 4-1        | 1-0        |

### Eerste wedstrijd
|              |                    |              |                     |                                                                              |
| 5 april 2011 | Cibalia            | 1 – 0        | NK Varteks Varaždin | Cibaliastadion, Vinkovci Toeschouwers: 2.000 Scheidsrechter: Igor Pristovnik |
| 5 april 2011 | Dino Kresinger 31' | Verslag (hr) |                     | Cibaliastadion, Vinkovci Toeschouwers: 2.000 Scheidsrechter: Igor Pristovnik |

|              |                                                                             |              |                |                                                                         |
| 6 april 2011 | Dinamo Zagreb                                                               | 4 – 1        | Slaven Belupo  | Maksimir Stadion, Zagreb Toeschouwers: 1.000 Scheidsrechter: Ivan Bebek |
| 6 april 2011 | Sammir 7' (pen.) Jakub Sylvestr 9' Milan Badelj 23' (pen.) Ivan Tomečak 88' | Verslag (hr) | 35' Leon Benko | Maksimir Stadion, Zagreb Toeschouwers: 1.000 Scheidsrechter: Ivan Bebek |

### Tweede wedstrijd
|               |                                                 |              |                         |                                                                         |
| 20 april 2011 | NK Varteks Varaždin                             | 3 – 0        | Cibalia                 | Varteksstadion, Varaždin Toeschouwers: 4,000 Scheidsrechter: Fran Jović |
| 20 april 2011 | Davor Vugrinec 47', 84' (pen.) Filip Škvorc 80' | Verslag (hr) | 83' Ninoslav Parmaković | Varteksstadion, Varaždin Toeschouwers: 4,000 Scheidsrechter: Fran Jović |

|               |               |              |                  |                                                                                |
| 20 april 2011 | Slaven Belupo | 0 – 1        | Dinamo Zagreb    | Gradski stadion, Koprivnica Toeschouwers: 3.500 Scheidsrechter: Domagoj Vučkov |
| 20 april 2011 |               | Verslag (hr) | 85' Ivan Tomečak | Gradski stadion, Koprivnica Toeschouwers: 3.500 Scheidsrechter: Domagoj Vučkov |

## Finale

### Heenwedstrijd
|                   |                                                                |       |                     |                                                                         |
| 11 mei 2011 20:10 | Dinamo Zagreb                                                  | 5 – 1 | NK Varteks Varaždin | Maksimir Stadion, Zagreb Toeschouwers: 5.000 Scheidsrechter: Ivan Bebek |
| 11 mei 2011 20:10 | Sammir 10' Tonel 45+1' Fatos Bećiraj 72', 79' Milan Badelj 80' |       | 35' Dino Škvorc     | Maksimir Stadion, Zagreb Toeschouwers: 5.000 Scheidsrechter: Ivan Bebek |

### Return
|                       |                     |       |                                                    |                                                                                      |
| 25 mei 2011 20:10 uur | NK Varteks Varaždin | 1 – 3 | Dinamo Zagreb                                      | Varteksstadion, Varaždin Toeschouwers: 3.500 Scheidsrechter: Domagoj Vučkov (Rijeka) |
| 25 mei 2011 20:10 uur | Nikola Šafarić 6'   |       | 10' Luis Ibáñez 70' Milan Badelj 82' Fatos Bećiraj | Varteksstadion, Varaždin Toeschouwers: 3.500 Scheidsrechter: Domagoj Vučkov (Rijeka) |